# Amazophrynella vote
Amazophrynella vote es una especie de anfibio anuro de la familia Bufonidae.

## Distribución geográfica
Esta especie es endémica de Brasil. Se encuentra en Mato Grosso, Rondônia y Amazonas.

## Descripción
Los machos miden de 15 a 19 mm y las hembras de 20 a 25 mm.

## Publicación original
- Ávila, Carvalho, Gordo, Kawashita-Ribiero & Morais, 2012: A new species of Amazophrynella (Anura: Bufonidae) from southern Amazonia. Zootaxa, n.º 3484, p. 65-74.[3]